# اولتا ژاچکا
اولتا ژاچکا (انگلیسی: Olta Xhaçka؛ زادهٔ ۲۵ دسامبر ۱۹۷۹) سیاست‌مدار اهل آلبانی است.

## زندگی‌نامه
اولتا ژاچکا، در ۲۵ دسامبر ۱۹۷۹ در تیرانا، آلبانی، متولد شد. او مدرک لیسانس علوم سیاسی و روابط بین‌الملل را از دانشگاه کلارک با افتخار دریافت کرد.
اولتا عضو حزب سوسیالیست، وزیر جوانان و رفاه اجتماعی در سال ۲۰۱۷ و از سپتامبر ۲۰۱۷ وزیر دفاع آلبانی در دولت دوم ادی راما است.
او از سال ۲۰۰۹، بخشی از گروه پارلمانی سوسیالیست است.